# Ameerega
Ameerega là một chi động vật lưỡng cư trong họ Dendrobatidae, thuộc bộ Anura. Chi này có 25 loài và 12% bị đe dọa hoặc tuyệt chủng.

## Hình ảnh

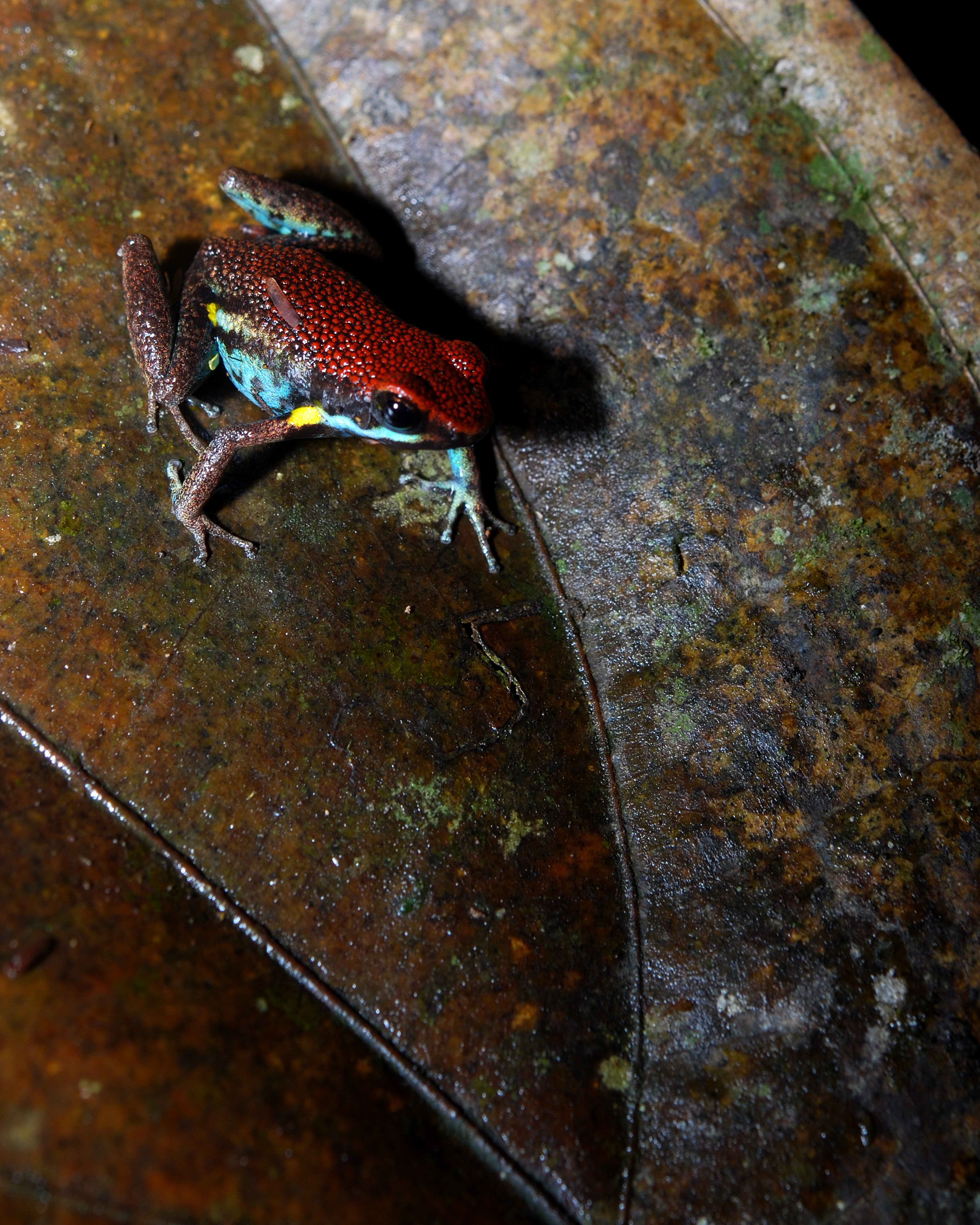
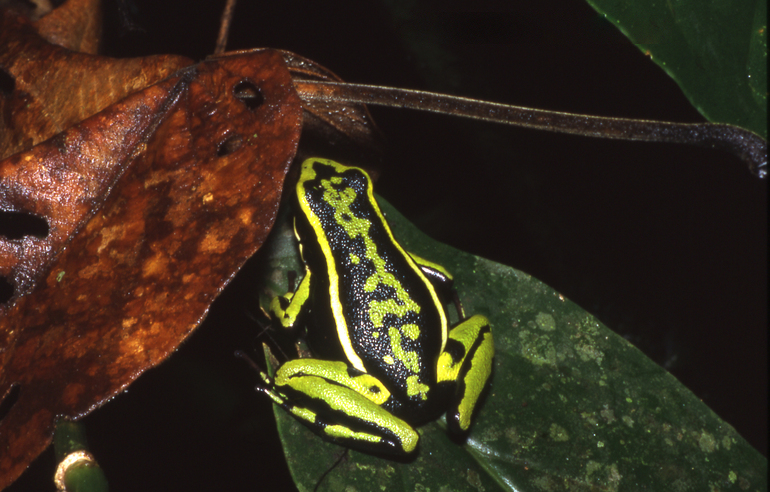
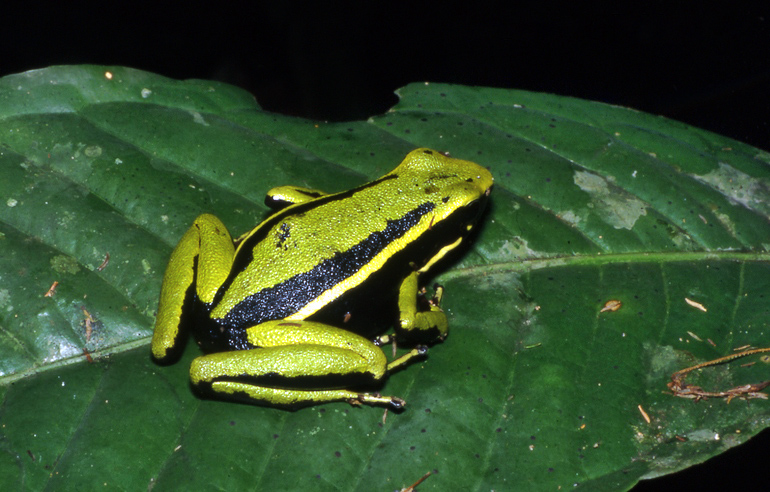